# Daniel Issa
Pour les articles homonymes, voir Issa (homonymie).
Daniel Issa (né Daniel Issa Gonçalves) est un ténor brésilien né à São Paulo.

## Biographie
Après des études d'architecture dans sa ville natale, il s'est consacré au chant et a obtenu son diplôme de soliste à la Schola Cantorum Basiliensis,. 
Il a également suivi des classes de maître avec Andrew King, Sherman Lowe et Margreet Honig. 
Il se produit régulièrement en concert et à l'opéra en Europe.
De 2012 à 2015, il s'inscrit à l'IREMUS (Institut de recherche en musicologie) afin de préparer une thèse  Le méta-opéra baroque (1715-1744). Satire et parodie comme sources d'informations sur la pratique musicale au XVIIIème siècle.

## Discographie
- Élisabeth Jacquet de La Guerre, Cephale et Procris - Daniel Issa, (la Jalousie) ; Raphaële Kennedy (Procris) ; Camilla de Falleiro (Dorine) ; Achim Schulz (Cephale) ; Lisandro Abadie (Arcas) ; Musica Fiorita, dir./clavecin et orgue, Daniela Dolci (7-8 avril 2008, ORF 1 CD 3033)[6] (BNF 41304738)
- Valentin Molitor, Motets (1683) - Agnieszka Kowalczyk, soprano ; Daniel Cabena, David Feldman, alto ; Nicolas Savoy, Daniel Issa, ténor ; Jean-Christophe Groffe, Philippe Rayot, basse ; Basler Madrigalisten ; Musica Fiorita, dir. Daniela Dolci (24-27 février 2014, Pan Classics PC 10313)[7] (OCLC 921938396)

## Sources
- (pt) « Participantes : Daniel Issa - tenor » (version du 11 mars 2015 sur Internet Archive)
- (en) Aryeh Oron, « Daniel Issa (Tenor) », sur bach-cantatas.com, 2015